# Lobos (Buenos Aires)
Lobos is een stad in de partido Lobos in de provincie Buenos Aires in Argentinië. Er wonen 33.141 mensen (2001).

## Geboren
- Juan Perón (1895-1974), president van Argentinië (1946-1955, 1973-1974) en militair
- Delfina Chaves (1996), actrice